# بيدارو
بيدارو (ܒܝܬܿܕܪܐ) وهي قرية صغيرة قريبة من مدينة زاخو العراقية على بعد 2 كم، ومعنى اسمها بالسريانية ساحة القتال، وتنسب هذه التسمية إلى قصة مار قرداغ الأربيلي الآثوري، أحد قادة الفرس الذي التقى بجيش الروم في هذا المنطقة، وانتصر عليهم، ومن هنا جاء اسمها
تمتاز القرية بوجود العديد من الاماكن الاثرية الدينية ككنيسة قلب يسوع التي كانت مبنية على اثار كنيسة قديمة، وكنيسة أخرى تقع جنوب القرية كانت تعرف بكنيسة مارت شموني والتي كانت مقر المطرانية قبل نقلها إلى زاخو في عهد المطران مار طيماثيوس مقدسي
كان عدد العوائل التي سكنت القرية في الخمسينيات من القرن الماضي يصل إلى (120) عائلة تشتتوا في اماكن متفرقة بسبب سوء الاوضاع فيها وبسبب الهجمات المستمرة من قبل جيش النظام البائد الذي حولها عام 1975 إلى منطقة عسكرية.
اليوم تعود القرية إلى الوجود بعد حملة الاعمار التي قادها ودعمها وزير مالية إقليم كردستان العراق سركيس آغاجان حيث قامت لجنة شؤون المسيحيين في زاخو ببناء (70) وتم توسيع وترميم كنيستها بالإضافة إلى فتح الشوارع وربط القرية بالشبكة الوطنية للكهرباء وفتح بئر لتغذية القرية بالماء بعد ربطها بشبكة مياه جديدة كما تم بناء قاعة للمناسبات وبناء مدرسة ذات طابقين كاملة وملعب بكرة القدم وملعب لكرة السلة.